# Naturschutzgebiet Sandugkensee
Koordinaten: 53° 16′ 20,8″ N, 13° 15′ 40,2″ O
Das Naturschutzgebiet Sandugkensee ist ein 67 Hektar umfassendes Naturschutzgebiet in Mecklenburg-Vorpommern. Geschützt wird ein Gebiet, das sich durch Alt-Kiefern, einen See und ein Kesselmoor auszeichnet. Die Flächen liegen eingestreut in eine Sanderlandschaft. Der namensgebende See liegt im südlichen Teil des Schutzgebietes.
Die rechtliche Festsetzung erfolgte am 27. September 1994. Das Naturschutzgebiet befindet sich im Naturpark Feldberger Seenlandschaft und ist auch nach EU-Recht als FFH-Gebiet und Vogelschutzgebiet eingestuft.
Der aktuelle Gebietszustand wird als gut angesehen. Es existieren keine öffentlichen Wege im Gebiet.

## Geschichte
Bis auf erhebliche Holzentnahmen nach Ende des Zweiten Weltkrieges fand bisher keine forstliche Nutzung statt. Zu DDR-Zeiten wurden die Kiefernbestände zur Saatgutgewinnung genutzt. Ab 1983 nutzte das sowjetische Militär die umliegenden Flächen als Raketenstützpunkt und Bunkerbereich. Die abschließende Beräumung der Flächen erfolgte erst 2003.

## Pflanzen- und Tierwelt
Das Gebiet entstand im Rahmen der letzten Eiszeit und schließt sich als Sander an die nördlich liegende Endmoräne des Pommerschen Eisvorstoßes an. Der Sandugkensee ist eine abflusslose Senke, die nach Abtauen des Eises zurückblieb. 
Den überwiegenden Teil des Naturschutzgebietes dominiert der Baumbestand aus Kiefern mit Blaubeeren im Unterwuchs. Die Moosschicht wird vom Rotstängelmoos eingenommen. Das Kesselmoor bedeckt mit Torfmoosen eine Fläche von ungefähr fünf Hektar. Störungsempfindliche Arten, wie Seeadler, Schwarzspechte und Kolkraben brüten im Gebiet.